# Les Trois Stooges contre Hercule
Pour plus de détails, voir Fiche technique et Distribution.
Les Trois Stooges contre Hercule (titre original : The Three Stooges Meet Hercules) est un film américain réalisé par Edward Bernds, sorti en 1962.

## Synopsis
À l'aide d'une machine à remonter le temps, Les Trois Stooges atterrissent dans la Rome antique et font la connaissance d'Hercule, puis repartent dans le temps et débarquent en pleine guerre de Cent Ans.

## Fiche technique
- Titre original : The Three Stooges Meet Hercules
- Réalisation : Edward Bernds
- Assistant-réalisateur : Herb Wallerstein
- Scénario : Elwood Ullman d'après une histoire de Norman Maurer
- Photographie : Charles S. Welborn
- Montage : Edwin H. Bryant
- Musique : Paul Dunlap
- Direction artistique : Don Ament
- Décors : William F. Calvert
- Costumes :
- Son : James Z. Flaster
- Producteur : Norman Maurer
- Société de production : Normandy Productions
- Société de distribution :  Columbia Pictures
- Pays de production :  États-Unis
- Format : Noir et blanc — 35 mm — 1,85:1 — Son : Mono (RCA Sound Recording)
- Genre : Comédie , Film fantastique
- Durée : 89 minutes
- Dates de sortie :
  - États-Unis : 26 janvier 1962 (Avant-première), 15 février 1962
  - Allemagne de l'Ouest : 10 juillet 1962
- Affiche : Georges Kerfyser (France)

## Distribution

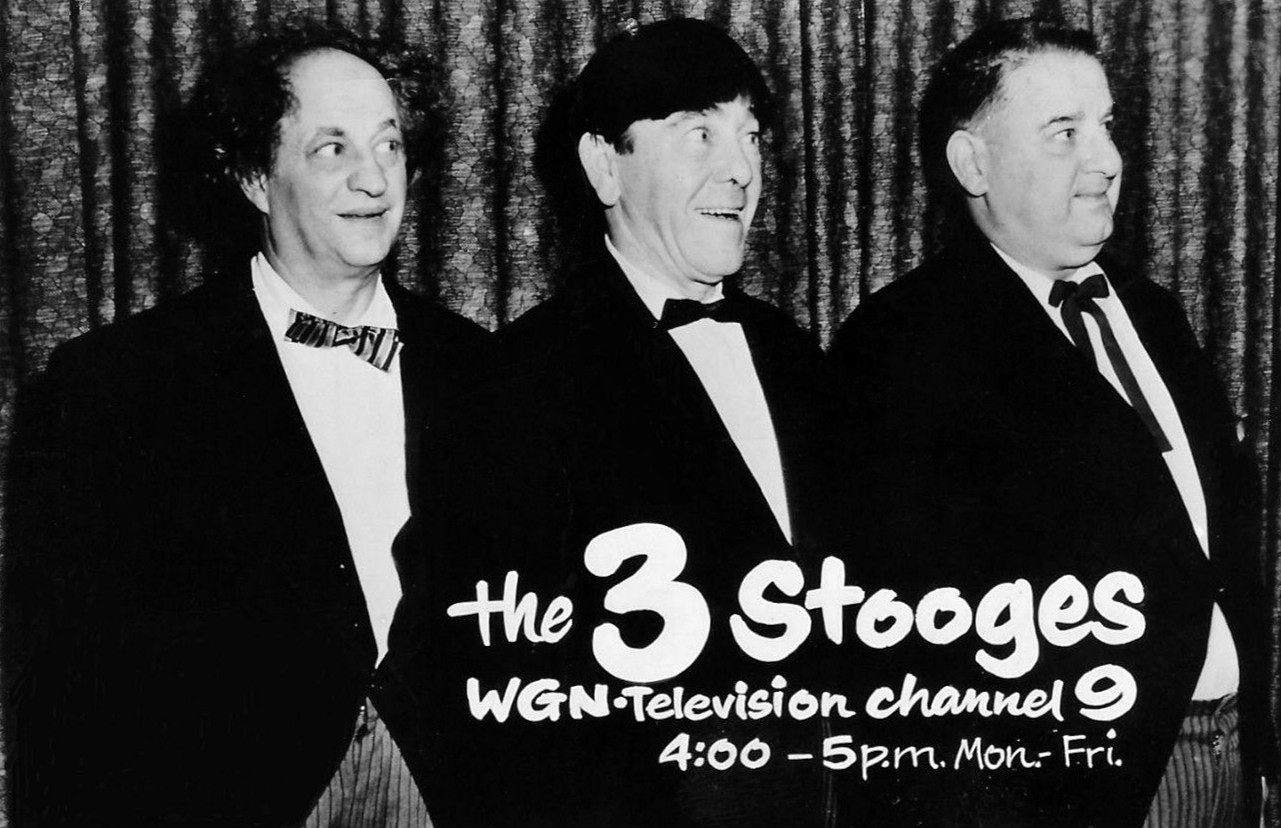
Les Trois Stooges en 1962 : Larry Fine, Moe Howard, et Joe DeRita.

- Moe Howard (VF : Jean Daurand) : Moe
- Larry Fine (VF : Jean Berton) : Larry
- Joe DeRita (VF : Henry Charrett) : Curly Joe
- Vicki Trickett : Daine Quigley
- Quinn K. Redeker : Schuyler Davis (Binome en VF)
- George N. Neise (VF : René Arrieu) : Ralph Dimsal / le roi Odius
- Samson Burke (VF : Pierre Collet) : Hercule
- Marlin et Mike McKeever : Ajax et Argo
- Emil Sitka (VF : Guy Piérauld) : le berger bafouilleur
- Hal Smith (VF : Jacques Dynam) : le roi Thésée de Rhodes (d'Athènes en VF)
- John Cliff : Ulysse
- Lewis Charles (VF : Jean Clarieux) : Achille l'anguille
- Barbara Hines : Anita
- Terry Huntingdon : Hecuba
- Gregg Martell (VF : Henry Djanik) : Simon, l'homme au fouet
- Don Lammond (VF : Roger Carel) : le narrateur